# Slettnes fyr
Slettnes fyr är en tidigare bemannad fyr på udden Slettnes i 
Gamviks kommune i Troms og Finnmark fylke i Norge. Det är världens nordligaste fastlandsfyr.
Fyren byggdes för att leda fartygstrafiken utanför grunden
vid Korsbøan och Tørrbøan. Den var av gjutjärn och 35,8 meter hög och tändes första gången år 1905. fyrvaktarbostaden hade plats för fyrvaktaren och hans assistent med familjer. En mistlur (nautofon) installerades år 1922.
Hösten 1944 sprängdes fyrplatsen av  tyskarna. Endast den nedersta delen av tornet stod kvar. När fyren byggdes upp igen efter andra världskriget byggdes tornet tre meter högre. Återuppbyggnaden var klar år 1948. Året efter byggdes  mistluren om och 1955 försågs  Slettnes fyr med en ny radiofyr med signalen SN i morse.
Fyren anslöts till elnätet år 1956 och automatiserades trettio år senare. Radiofyren lades ned år 1999 och år 2005 avbemannades fyren som en av de sista i Norge.
Fyren, som är skyddad  av Riksantikvaren, hyrs av  Gamvik museum som anordnar  visningar och erbjuder övernattning och mat.